# Fibula di Bülach

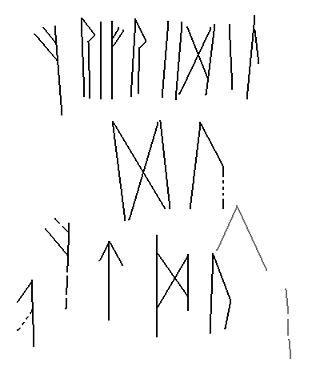
Iscrizione runica presente sulla fibula di Bülach (cfr. Martin, 1997)

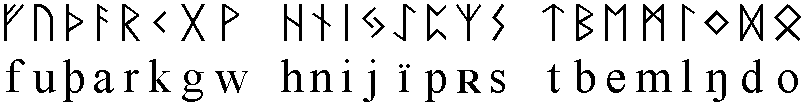
Il Fuþark antico. La ʀ rappresenta una pronuncia del tardo proto-norreno, quella che i primi dialetti del proto-germanico chiamano z

La fibula di Bülach è una fibula d'argento di forma circolare, con decorazioni in almandino, rinvenuta a Bülach, Canton Zurigo, nel 1927.

## Datazione
La tomba alemannica in cui è stata rinvenuta (no. 249) viene datata al VI secolo, e contiene i resti di una donna adulta. La fibula, databile tra il III ed il VI secolo, reca un'iscrizione in fuþark antico, l'unica trovata finora in Svizzera.

## Iscrizione
L'iscrizione inizia con
frifridil du aftm[...
La prima e la terza runa f, così come la a, sono ribaltate in orizzontale.
Frifridil è un nomignolo per un amante maschio (alto tedesco medio friedel). du è un pronome di seconda persona singolare, già differenziatosi dal comune Germanico occidentale þu, aiutando a classificare la scritta come Alto tedesco antico o tedesco alemanno.
La restante parte viene letta in modo diverso da vari studiosi. Secondo alcuni le lettere capovolte starebbero ad indicare un cambio nel senso di lettura.
Krause e Jankuhn (1966) la leggono come:
fri[d]fridil du fat mik l l
Con sole due rune l, traducibili in "tu, mio amante, abbracciami, porro! porro!", interpretando le l come abbreviazioni di "leek" (porro, *laukaz), simboleggiando fertilità e prosperità (i porri sono comunemente associati a donne nubili nello scaldo in norreno).
Klinenberg (1976) la legge:
frifridil [lid] du [fud] f[a]t[o] mik. (l)[au]k (l)[i]d l l
interpretando la prima lid come lettura in senso opposto di dil, ed il fud come opposto di du f nel tentativo di nascondere i contenuti osceni, lid significa "pene" e fud significa "vagina", ed interpretando le rune l come simboli fallici, oltre ad abbreviare il lid. Tutto questo porterebbe alla traduzione: "[Io, tuo] amante con il pene, tu con la vagina: prendimi; porro! pene! porro! pene!".
Allo stesso modo Opitz (1977) legge:
fri[d]fridil [lid] du [fud] f[a]t[.] mik (l[id]) l[id] l[id]
"amante - pene; tu - vagina; prendimi; (pene) pene pene"
sostenendo che le k e d ipotizzate da Klinenberg alla fine dell'iscrizione siano mere congetture.
Interpretazioni successive hanno ipotizzato che le rune l furono incisioni non volute, e che la lettura sessuale di Klingenberg e Opitz fosse il prodotto di una fervida immaginazione. Looijenga (1997) vi legge un incomprensibile aftmu. La sicura lettura di frifridil, comunque, permette di stabilire con certezza che si tratta di un'iscrizione fatta come dedica tra amanti.